# Chofah
Een chofah (Thai: ช่อฟ้า [cʰɔː faː]) is een ornament aan de gevelspits van boeddhistische tempels. Chofah betekent hemelkwast of luchtbundel (Cho = kwast of bundel, fah = hemel). 

## Vormen van chofahs
Een chofah bestaat in de meeste gevallen uit drie delen: een vogellichaam, een kop en een hoorn.
- Het vogellichaam is dat van een Hamsa (gans), het rijdier van de god Brahma.
- De kop die het meest voorkomt, is een vaak sterk gestileerde Garoeda (adelaar), het rijdier van de god Vishnoe. Ook van andere dieren, met name een olifant en de mythologische slang naga, wordt de kop toegepast op een chofah.
- De hoorn is gewoonlijk enkele keren gebogen aan het uiteinde. De hoorn is gewoonlijk ongeveer even groot als de rest (alleen verticaal) van de chofah.

Mogelijk werden ze daar aanvankelijk geplaatst om hindoes tot het boeddhisme aan te trekken.

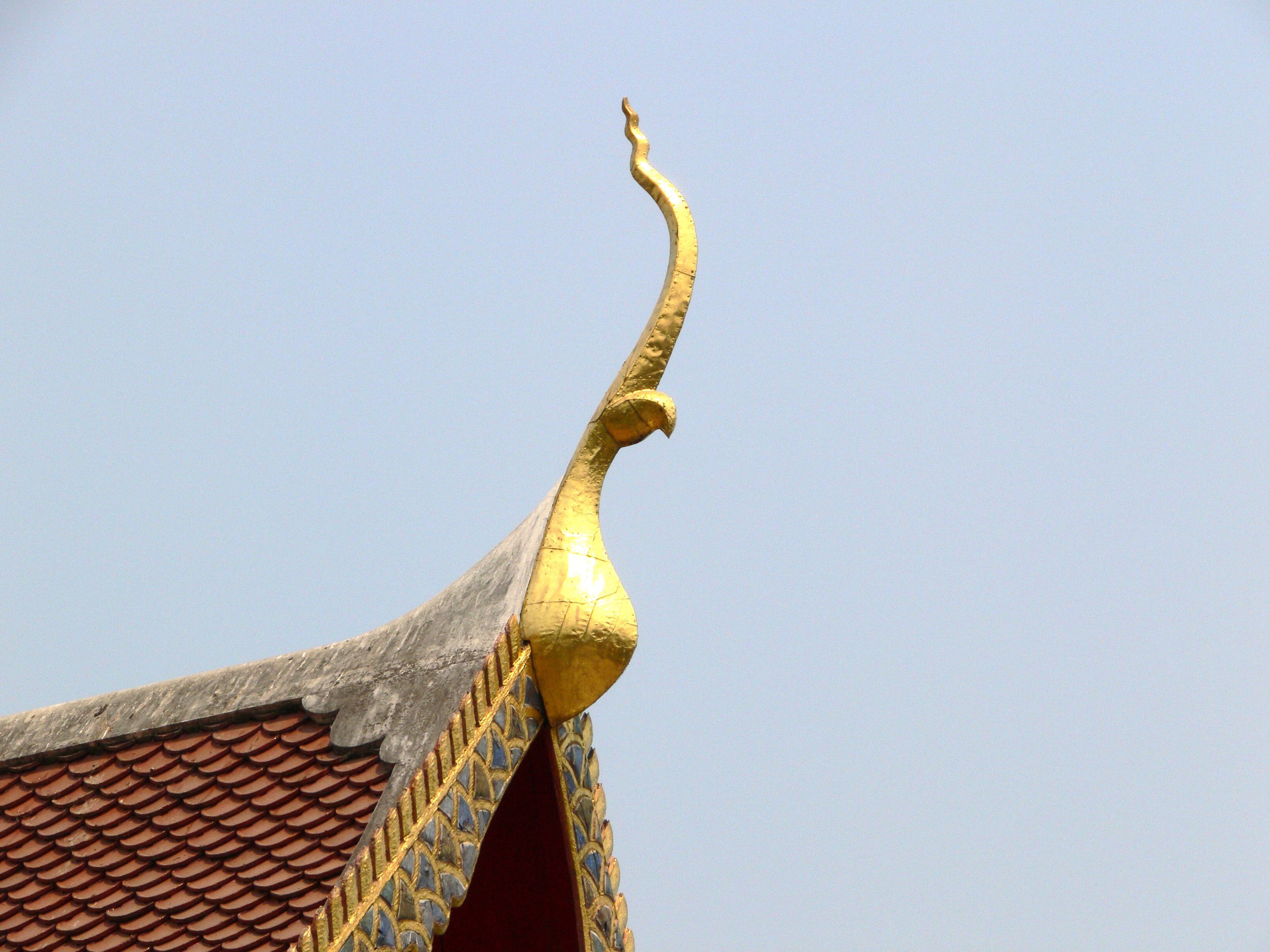
Chofah met een adelaarskop
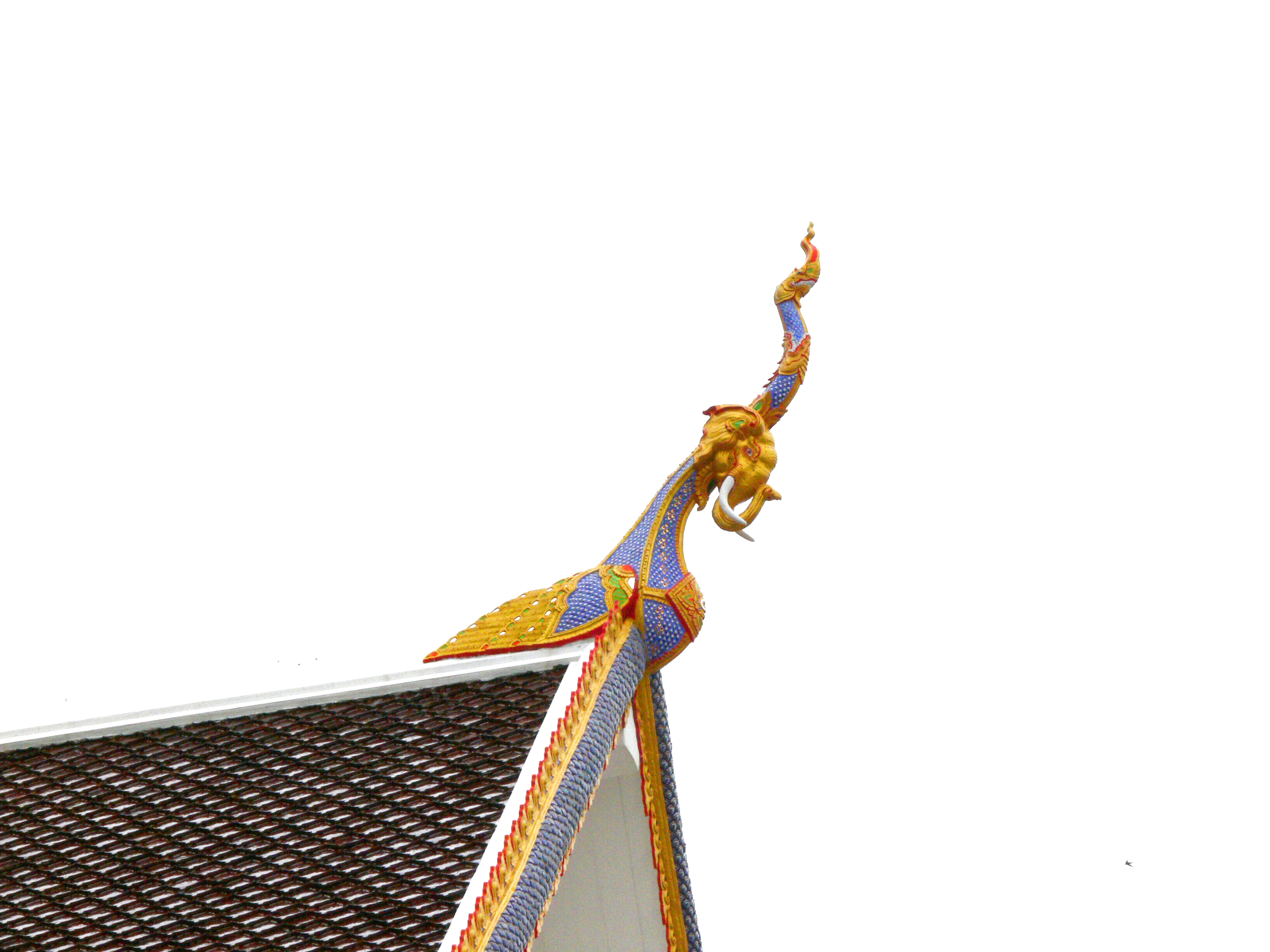
Chofah met een olifantskop
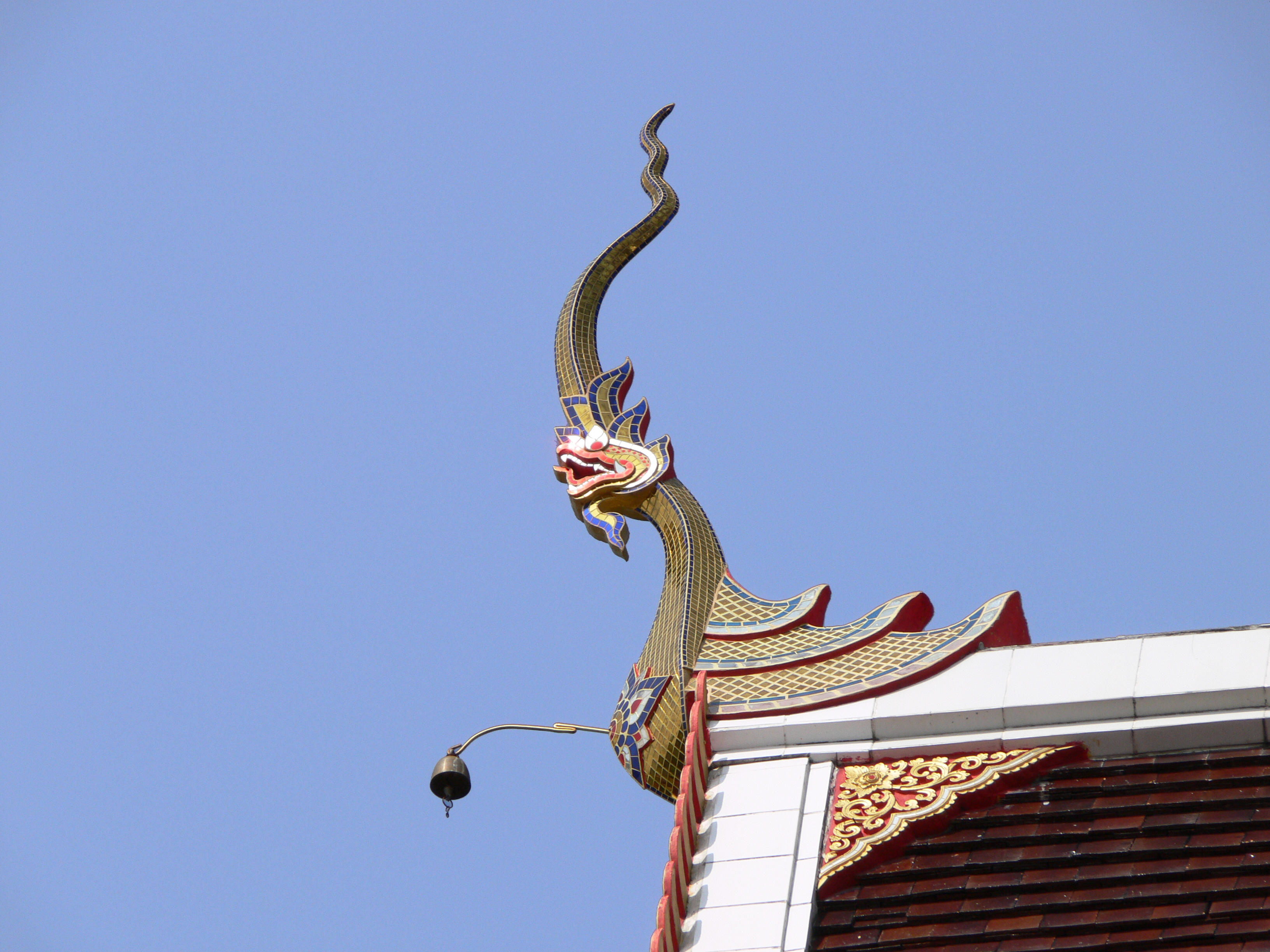
Chofah met een naga kop
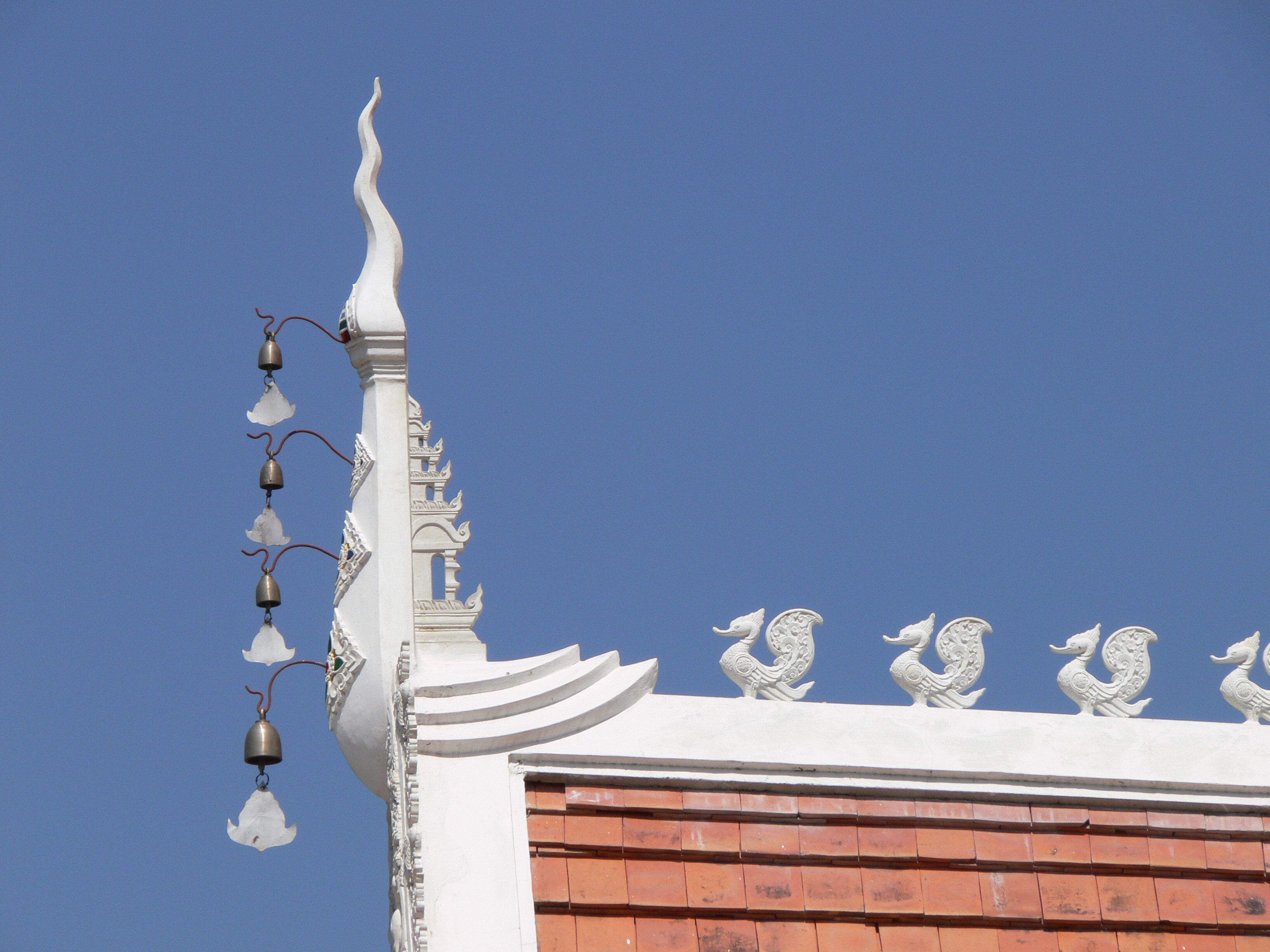
Chofah in Lanna stijl